# BŻ-1 GIL
BŻ-1 GIL – pierwszy eksperymentalny śmigłowiec polskiej konstrukcji.

## Historia

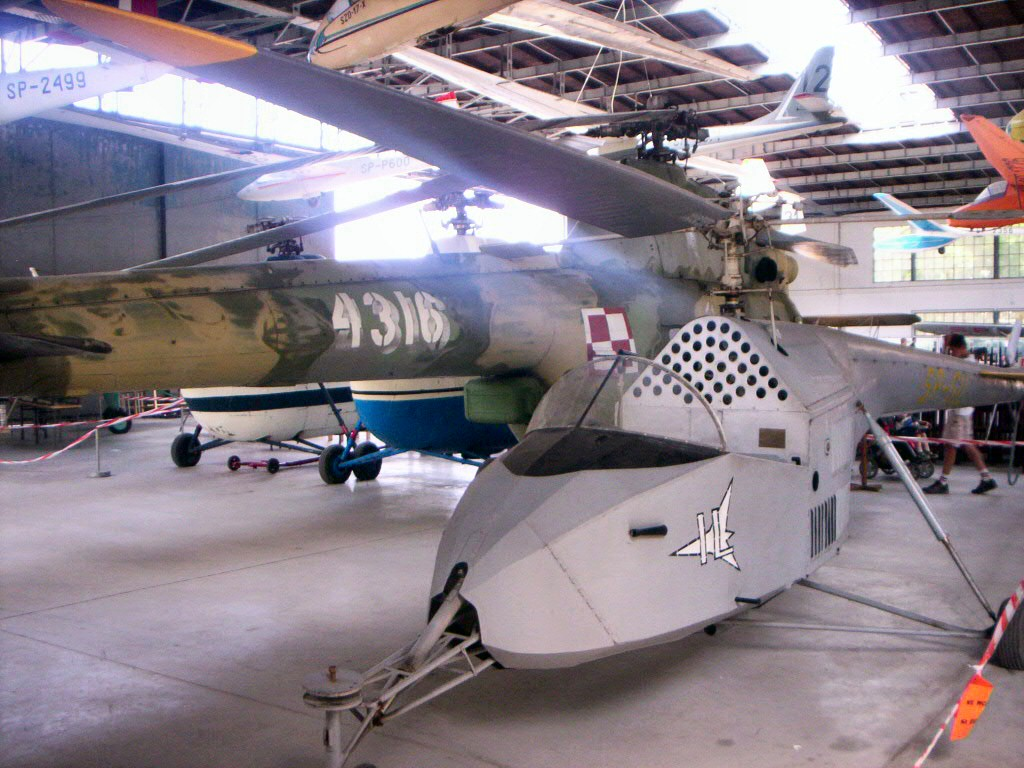
BŻ-1 GIL

Śmigłowiec powstał w zakładach doświadczalnych Głównego Instytutu Lotnictwa w Warszawie z inicjatywy dr inż. Zbigniewa Brzoski ówczesnego kierownika Działu Wytrzymałościowo-Konstrukcyjnego. Działalność konstrukcyjna w Dziale, a następnie w Zakładzie Wytrzymałości IL. dotyczyła głównie konstrukcji niekonwencjonalnych lub stanowiących pierwsze w Polsce rozwiązania. Polski przemysł lotniczy został zniszczony po II wojnie światowej, dopiero w 1947 Instytut znalazł siedzibę w wyremontowanych pomieszczeniach wytwórni WS-1 na Okęciu. Dyrektor Instytutu inż. Władysław Fiszdon był jedyną osobą z konstruktorów, która widziała wcześniej śmigłowiec (Sikorsky R-4 w Anglii). Prace rozpoczęto w połowie stycznia 1948 w Dziale Wytrzymałościowo-Konstrukcyjnym GIL, gdzie został wyodrębniony trzyosobowy zespół. Głównym konstruktorem był inż. Bronisław Żurakowski (brat Janusza Żurakowskiego), który zaprojektował wirnik nośny i układ sterowania. Strukturę kadłuba, belki ogonowej, śmigło ogonowe o zmiennym skoku i podwozie zaprojektował inż. Tadeusz Chyliński, a napęd i przekładnię główną dr inż. Zbigniew Brzoska.  W projekcie zużytkowano trochę poniemieckich części pozostałych po wojnie, m.in. silnik Hirth i koła wózka startowego szybowca Kranich. Śmigłowiec nie miał początkowo oficjalnej nazwy, jedynie znaki rejestracyjne SP-GIL (pochodzące od skrótu nazwy Instytutu). Z powodu znaków otrzymał on później nazwę Gil, a także oznaczenie BŻ-1, od inicjałów konstruktora. Śmigłowiec był zaprojektowany jako maszyna dwuosobowa, jednak tylko kilka razy wzniósł się z pasażerem, włączając w to próby z pasażerem stojącym na podwoziu. Budową prototypu kierował ówczesny szef warsztatu GIL. inż. Roman Berkowski

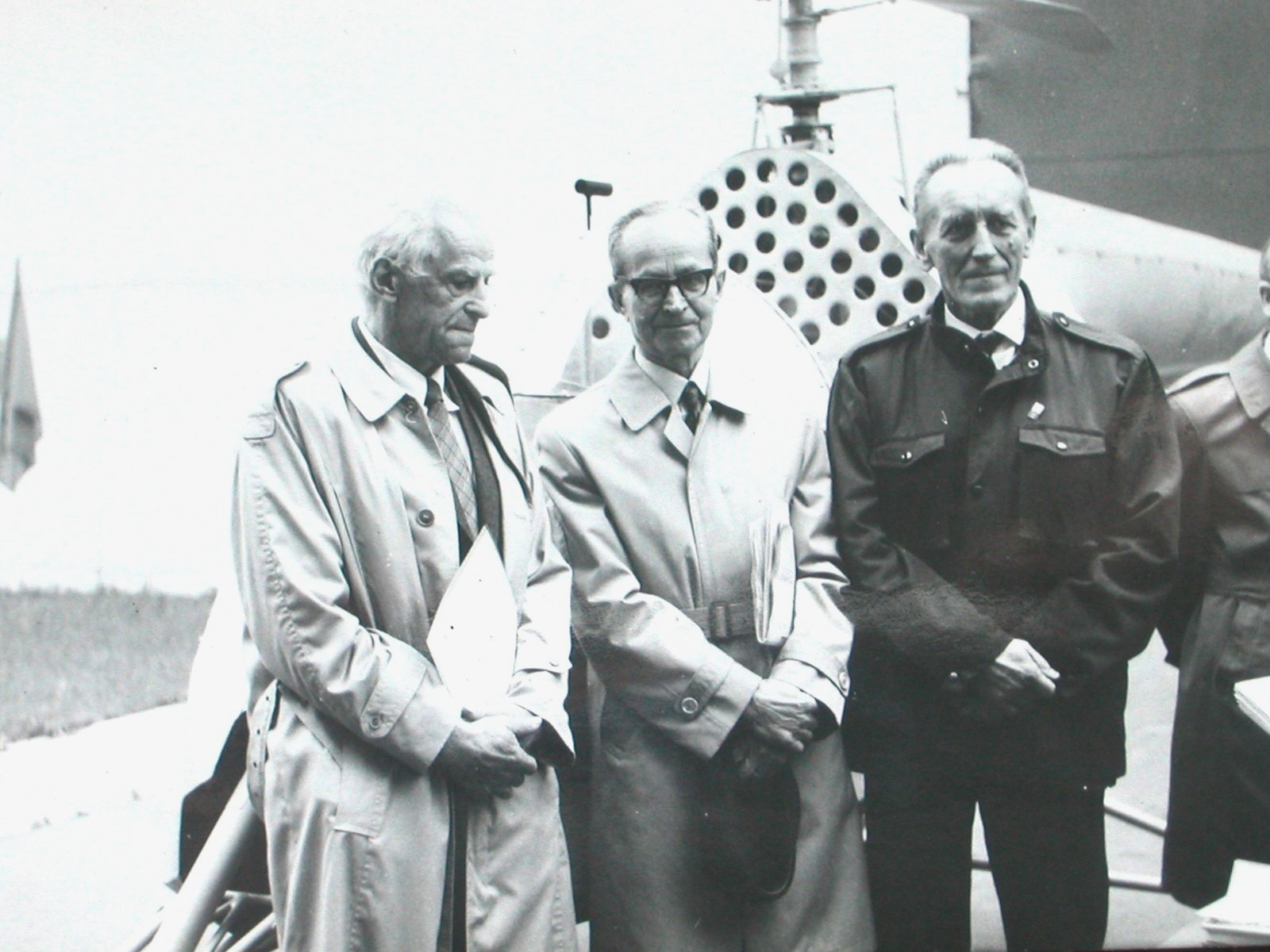
Konstruktor Bronisław Żurakowski (w środku) oraz piloci doświadczalni Wiktor Pełka i Ryszard Witkowski na tle śmigłowca BŻ-1 w 1991

Śmigłowiec ukończono w 1949, pierwszy udany lot odbył się 4 kwietnia 1950.  W czasie pierwszych lotów śmigłowiec ten pilotował sam konstruktor, Bronisław Żurakowski. Natrafiono na typowe "choroby wieku dziecięcego" – drgania, nieprecyzyjnie działający układ sterownic. Śmigłowiec miał kilka drobnych kraks, w czasie których ulegał licznym uszkodzeniom. W początkowej fazie prób uniósł raz (w sposób niezamierzony) 3 osoby – pilota, Bronisława Żurakowskiego i asystujących inżynierów: Chylińskiego i Fiszdona. Po zmianie wirnika nośnego i łopat z giętkich na sztywne oraz zamianie podwozia na inne, o bardzo szerokim rozstawie kół, śmigłowiec rozpoczął nową fazę lotów. Zmniejszony poziom drgań oraz poprawa w układzie kinematycznym sterownic spowodowały wyraźną poprawę właściwości lotnych. Oblatywał go Wiktor Pełka, pilot doświadczalny Instytutu Lotnictwa, będący też kapitanem w liniach lotniczych PLL LOT.
20 lipca 1952 został on zaprezentowany publicznie w czasie pokazu na Okęciu, najprawdopodobniej był to pierwszy publiczny pokaz śmigłowca w krajach Europy Wschodniej. 16 listopada 1953 uległ poważnemu wypadkowi – gdy Wiktor Pełka przeszkalał na ten śmigłowiec Andrzeja Abłamowicza, co czasowo zakończyło program testowy tej konstrukcji. Odbył 169 lotów o łącznym czasie 20 godzin i 21 minut.
W latach 1954–1955 był eksponatem wystawowym w warszawskim Arsenale.
Został naprawiony w 1956 i był używany do lotów próbnych i porównawczych, których dokonywali piloci doświadczalni wyszkoleni już wcześniej w pilotażu na śmigłowcu SM-1. W sumie latali na nim: Wiktor Pełka, Andrzej Abłamowicz, Ryszard Witkowski, Antoni Śmigiel. W niektórych lotach na pokładzie śmigłowca były 2 osoby.
Śmigłowiec miał małe siły na sterach, był bardzo stateczny, tak w locie, jak i w zawisie, z uwagi na niedużą moc silnika jego osiągi były bardzo uzależnione od warunków otoczenia (temperatury powietrza). 28 czerwca 1957 złamała się przekładnia w ogonie śmigłowca (oryginalnie pochodziła z motocykla z okresu II wojny światowej Zündapp), która okazała się nie do zastąpienia, co zakończyło służbę śmigłowca.  W latach 1956–1957 odbył 185 lotów o łącznym czasie 12,5 godziny.
Pod koniec października 1960 r. śmigłowiec został skreślony z rejestru statków powietrznych i przekazany najpierw do Muzeum Techniki w Warszawie, a następnie do Muzeum Lotnictwa w Krakowie. Wskutek złych warunków składowania śmigłowiec został poważnie uszkodzony, ponadto brakowało wielu elementów.
W roku 1987 z inicjatywy koła SIMP przy Instytucie Lotnictwa, powstała idea odrestaurowania śmigłowca. Została ona zrealizowana przez Zakład Doświadczalny Instytutu Lotnictwa. 29 kwietnia 1989 r. nastąpiło przekazanie śmigłowca do Muzeum w Krakowie.
Eksponowany w Muzeum Lotnictwa Polskiego w Krakowie śmigłowiec BŻ-1 GIL jest odbudowanym egzemplarzem.

## Konstrukcja

Silnik Hirth HM-504A eksponowany w MLP w Krakowie

Dwumiejscowy śmigłowiec doświadczalny.
Kadłub o konstrukcji kratownicowej wykonanej z rur stalowych, przechodzący w belkę ogonową wykonaną ze sklejki. Kabina pilota odkryta. 
Podwozie stałe, trójpunktowe z kółkiem przednim. 
Silnik Hirth HM 504 o mocy 105 KM napędzał wirnik główny z łopatami o konstrukcji drewnianej krytymi sklejką. Śmigło ogonowe dwułopatowe wykonane z drewna wielowarstwowego.